# Tipula piliceps
Tipula piliceps är en tvåvingeart som beskrevs av Alexander 1915. Tipula piliceps ingår i släktet Tipula och familjen storharkrankar. Inga underarter finns listade i Catalogue of Life.